# Эштевеш, Томаш
Тома́ш ду Ла́гу По́нтеш Эште́веш (порт. Tomás do Lago Pontes Esteves; родился 3 апреля 2002, Аркуш-ди-Валдевеш) — португальский футболист,  правый защитник клуба «Порту».

## Клубная карьера
В сезоне 2018/19 Эштевеш в составе молодёжной команды «Порту» выиграл Юношескую лигу УЕФА.
18 августа 2019 года дебютировал в составе резервной команды «Порту» в матче Лиги Про (второго дивизиона чемпионата Португалии) против «Варзина».
5 декабря 2019 года дебютировал в основном составе «Порту» в матче Кубка португальской лиги против клуба «Каза Пия». 16 июня 2020 года дебютировал в португальской Примейра-лиге, выйдя в стартовом составе в матче против «Авеша».
5 октября 2020 года отправился в аренду в клуб Чемпионшипа Английской футбольной лиги «Рединг». 20 октября 2020 года дебютировал за «Рединг» в матче Чемпионшипа против «Уиком Уондерерс».

## Карьера в сборной
Эштевеш выступал за сборные Португалии до 15, до 16, до 17, до 19, до 20 лет и до 21 года. В мае 2019 года в составе сборной Португалии до 17 лет сыграл на чемпионате Европы в Ирландии. В сентябре 2019 года 17-летний Эштевеш дебютировал в составе сборной Португалии до 21 года в матче против Гибралтара.

## Достижения
- Победитель Юношеской лиги УЕФА: 2018/19[1]

## Личная жизнь
Младший брат Томаша — Гонсалу — также является профессиональным футболистом.